# ОШ „Петар Петровић Његош” Врбас
ОШ „Петар Петровић Његош” једна jе од основних школа на подручју општине Врбас, Јужнобачком округу. Смјештена је на адреси Светозара Марковића 55, Врбас. Име је добила по српском пјеснику Петру Петровићу Његошу, српском пјеснику, вјерском и политичком лидеру.

## Историјат
Тренутни изглед школске зграде, површине 4.687,87 метара квадратних и дворишног простора 4.818,13 метара квадратних, је завршен 1980. године реконструкцијом постојећег и доградњом централних објекта. Школа је тада добила велике учионице, савремено уређене кабинете, библиотеку–медијатеку која данас има око 12.000 књига и колекцију дискова са мултимедијалним садржајем, фискултурну салу, свлачионице за ученике са купатилима, кухињу са трпезаријом, зборницу, канцеларије, стан за домара и друге просторије. У оквиру школе је од 1986. године радила и Школа за основно музичко образовање која је од 1995, одлуком Владе Републике Србије, издвојена из склопа школе и од тада ради самостално. Ђаци школе су освајали награде на општинским и другим такмичењима. У школи је организовано више такмичења, попут такмичења из математике. Поводом педесет година постојања и рада школе је штампана збирка књижевних остварења која су награђена или објављена у дечијим часописима у периоду од 1995. до 2000. године, под насловом „Искрице”. Указом Председништва СФРЈ 1988. школи је додељено одликовање Орден рада са сребрним венцем.